# Doubrava (Elbe)
La Doubrava  est une rivière de Tchéquie, affluent de l'Elbe. Elle coule dans l'est de la Bohême.